# Thomas Otto Achelis

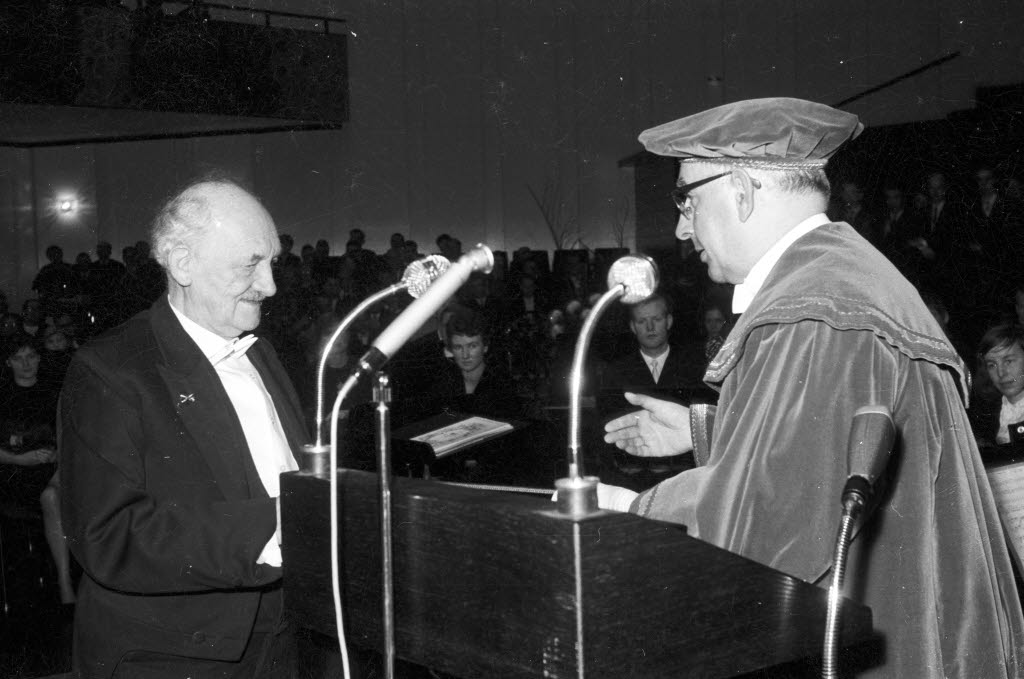
Achelis bei der Verleihung der Universitätsmedaille der CAU (1965)

Thomas Otto Achelis, auch Thomas Otto Hermannus Achelis, Thomas O. Achelis und Th. O. Achelis, (* 23. Dezember 1887 in Bremen; † 14. Juli 1967 in Kiel) war ein deutscher Gymnasiallehrer und Landeshistoriker. Er publizierte regelmäßig in der Zeitschrift der Gesellschaft für Schleswig-Holsteinische Geschichte.

## Leben
Thomas Otto Achelis wurde als Sohn des Religionswissenschaftlers und Gymnasialdirektors Thomas Ludwig Bernhard Achelis (1850–1909) geboren. Er wuchs in Bremen auf und besuchte das Alte Gymnasium. Nach dem Abitur (1907) studierte er an der Universität Jena, der Universität Leipzig und der Friedrich-Wilhelms-Universität zu Berlin Klassische Philologie, Geschichtswissenschaft und Archäologie. Er legte 1911 in Jena das Staatsexamen ab und wurde 1913 dort zum Dr. phil. promoviert. 1912–1914 war er an der Universitätsbibliothek Jena tätig.

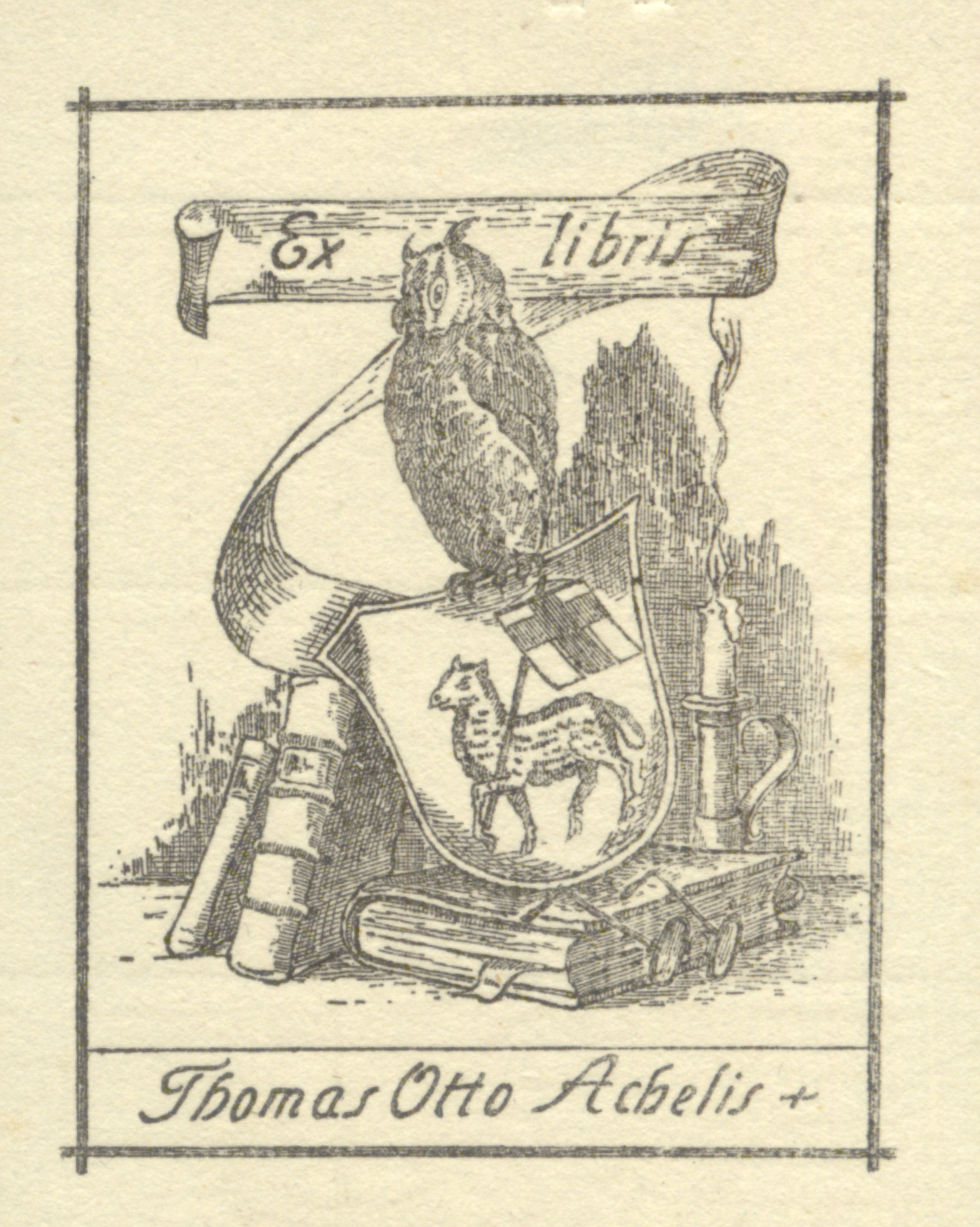
Exlibris von Thomas Otto Achelis

Kurz nach Beginn des Ersten Weltkriegs meldete er sich im August 1914 als Freiwilliger beim Infanterie-Regiment „Herzog von Holstein“ (Holsteinisches) Nr. 85 und wurde als Offizier bei der Infanterie an der Ostfront eingesetzt. Er wurde verwundet und im Frühjahr 1916 vom weiteren Kriegsdienst freigestellt. 1916–1924 unterrichtete er als Studienrat am Gymnasium im nordschleswigschen Hadersleben tätig, wo er die damalige letzte Klasse mit Schülern der deutschen Minderheit betreute. Wie anderen deutschen Lehrern wurde ihm danach eine Stelle in Deutschland angeboten, in seinem Fall in Meldorf. Er lehnte dies Angebot jedoch ab, da er seine nebenher betriebenen wissenschaftlichen Forschungen zur Heimatgeschichte und Genealogie fortsetzen wollte. Von 1924 bis 1926 war er für den Haderslev Købstad (deutsch Bezirksverwaltung Hadersleben) tätig, wobei er unter anderem das Stadtarchiv für den Zeitraum 1629–1920 ordnete und dabei für seine Forschungen zahlreiche Anregungen und Quellen entnehmen konnte. 1921 heiratete er Inger Marie Fuglsang-Damgaard, die aus Ørsted in der Haderslev Kommune stammte. Ihr Bruder Hans Fuglsang-Damgaard war 1934–1960 Bischof im Bistum Kopenhagen (evangelisch-lutherisch).
Nach der Machtübernahme in Deutschland durch die Nationalsozialistische Deutsche Arbeiterpartei im Jahr 1933 änderten sich auch die Lebens- und Arbeitsbedingungen für Achelis und seine Familie im dänischen Haderslev, ihm drohte der Verlust seines Einkommens und seiner Pensionsansprüche. 1935 wurde ihm eine Lehrerstelle als Studienrat an der Oberschule für Mädchen in Rendsburg angeboten, die er annahm. Er übersiedelte mit seiner Familie nach Rendsburg, wo er dann ab 1945 bis zu seiner Pensionierung am Gymnasium Herderschule unterrichtete. Nebenher befasste er sich weiterhin mit historischen Forschungen über heimatgeschichtliche und genealogische Themen. Er verfasste zahlreiche Publikationen, insbesondere über Hadersleben sowie über Schüler- und Studentenmatrikel. Bekannt wurde er durch sein Werk Matrikel der Schleswigschen Studenten sowie durch seine regelmäßigen Beiträge in der ZSHG. Den Gepflogenheiten der Zeit entsprechend, publizierte er teils auch unter Thomas Otto Hermannus Achelis, Thomas O. Achelis und Th. O. Achelis. 1957 ging er nach Kiel, wo er an der Universität tätig wurde.
Seit 1937 befasste er sich mit dem Corps Holsatia. Er war seit 1952 korrespondierendes Mitglied von Samfundet for dansk Genealogi og Personalhistorie in Kopenhagen und seit 1959 korrespondierendes Mitglied des Herold in Berlin.
Sein umfangreicher genealogischer Nachlass befindet sich im Landesarchiv Schleswig-Holstein in Schleswig.

## Ehrungen
- Ehrenkreuz des Weltkrieges
- Korrespondierendes Mitglied der Genealogischen Gesellschaft Hamburg (1928)[4]
- Ehrenmitglied der Historischen Gesellschaft Bremen (1963)
- Medaille der Christian-Albrechts-Universität zu Kiel (1965)
- Johann-Christoph-Gatterer-Medaille in Silber (1967)[5]

## Werke
- mit Hermann Hagenah: Das Corps Holsatia in der Geschichte Schleswig-Holsteins. 1938.
- Geschichte des Corps Holsatia 1813–1936. Ein Beitrag zur schleswig-holsteinischen Landesgeschichte. 1957.
- mit Adolf Sörtzler: Die Matrikel des Gymnasium illustre zu Bremen. 1610–1810. Schünemann Verlag, Bremen 1968.
- Die Ärzte im Herzogtum Schleswig bis zum Jahre 1804. Schleswig-Holsteinische Gesellschaft für Familienforschung und Wappenkunde e. V., Kiel 1966.
- Matrikel der schleswigschen Studenten 1517–1864, 3 Bände. G. E. C. Gads Verlag, Kopenhagen 1966–1967.
- Die Lateinschulen in Hadersleben und Ripen. Eine vergleichende Betrachtung zur Geschichte der höheren Schulwesens im deutsch-dänischen Grenzgebiet. Arbeitsgemeinschaft für Landes- und Volkstumsforschung, Schleswig 1959 (= Gottorfer Schriften zur Landeskunde Schleswig-Holsteins; Bd. 5).
- Prüflinge der Pharmazie in Schleswig-Holstein 1804-1866. Internationale Gesellschaft für Geschichte der Pharmazie, Eutin 1952 (= Schriften zur Geschichte der Pharmazie in Schleswig-Holstein; Heft 3).
- Vom Haderslebener Klosterkirchhof. In: Die Heimat. Monatsschrift des Vereins zur Pflege der Natur- und Landeskunde in Schleswig-Holstein. Bd. 58 (1951), Nr. 2, Februar 1951, S. 29–32 (Digitalisat).
- Bibliothekare aus und in Schleswig-Holstein. In: Die Heimat. Mitteilungen des Vereins zur Pflege der Natur- und Landeskunde in Schleswig-Holstein. Bd. 56 (1949), Heft 9, September 1949, S. 220–224 (Digitalisat).
- Ludwig Andresens Werk. In: Die Heimat. Monatsschrift für schleswig-holsteinische Heimatforschung und Volkstumspflege. Bd. 51 (1941), Heft 2, Februar 1941, S. 17–19 (Digitalisat).
- Spitzenhändler in Hadersleben. In: Die Heimat. Monatsschrift für schleswig-holsteinische Heimatforschung und Volkstumspflege. Bd. 50 (1940), Heft 1, Januar 1940, S. 11f. (Digitalisat).
- Bürgerbuch der Stadt Hadersleben bis zum Jahre 1864. Verlag Heimat und Erbe, Flensburg 1940 (= Schriften zur Volksforschung Schleswig-Holsteins; Bd. 4).
- Von den Anfängen der Schuhmacherzünfte in Nordschleswig. In: Die Heimat. Monatsschrift des Vereins zur Pflege der Natur- und Landeskunde in Nordelbingen. Bd. 45 (1935), Heft 11, November 1935, S. 376–381 (Digitalisat).
- Deutsche und dänische Schulen einer Schleswiger Grenzstadt im Wandel der Jahrhunderte. W. L. Schütze, Hadersleben 1934.
- Wilhelm Ahlmann. In: Die Heimat. Monatsschrift des Vereins zur Pflege der Natur- und Landeskund in Schleswig-Holstein, Hamburg und dem Fürstentum Lübeck. Bd. 42 (1932), Nr. 2, Februar 1932, S. 39–42 (Digitalisat).
- Haderslev i gamle Dage 1292–1626. Hadersleben 1929.
- Zur Geschichte der Lateinschule in Apenrade. In: Die Heimat. Monatsschrift des Vereins zur Pflege der Natur- und Landeskunde in Schleswig-Holstein, Hamburg, Lübeck und dem Fürstentum Lübeck. Band 37, Nr. 4, April 1927, S. 86–94 (Digitalisat).
- Aus der Geschichte der Haderslebener Communität. Ein Beitrag zur Schul- und Kirchengeschichte. In: Zeitschrift der Gesellschaft für Schleswig-Holsteinische Geschichte. Bd. 54 (1924), S. 372–398 (Digitalisat).
- Haderslebener Inschriften. In: Die Heimat. Bd. 34 (1924), Nr. 11, November 1924, S. 253–258 (Digitalisat).
- Famiiengeschichtliche Quellen in Haderslebener Archiven. In: Die Heimat. Bd. 34 (1924), Nr. 11, November 1924, S. 258–260 (Digitalisat).
- Schülerverzeichnisse höherer Lehranstalten Deutschlands. Ein bibliographischer Versuch. Degener & Co., Leipzig 1920 (= Mitteilungen der Zentralstelle für deutsche Personen- und Familiengeschichte; Heft 26).
- De Aristophane Byzantio. Argumentorum fabularum auctore. Commentatio philologa. H. Laupp junior, Tübingen 1913 (Dissertation Jena).